# 沖繩縣公安委員會
沖繩縣公安委員會（日语：／ Okinawaken kō'an-i'inkai */?）是由沖繩縣知事所轄，負責管理沖繩縣警察的行政委員會，由3名委員組成。

## 委員
- 委員長
  - 與儀弘子
- 委員
  - 金城棟啓
  - 天方徹

## 下部組織
- 沖繩縣警察

## 外部連結
- 沖縄県公安委員会 （页面存档备份，存于）